# سوپرمن تمام‌ستاره (فیلم)
سوپرمن تمام‌ستاره (انگلیسی: All-Star Superman) یک فیلم پویانمایی در سبک ابرقهرمانی به کارگردانی سام لیو است که در سال ۲۰۱۱ منتشر شد. از بازیگران آن می‌توان به جیمز دنتون، کریستینا هندریکس، آنتونی لاپالیا، و لیندا کاردلیانی اشاره کرد.